# Brazil International Series 2019
Die Brazil International Series 2019 im Badminton fand vom 10. bis zum 13. Oktober 2019 in Campinas statt.

## Sieger und Platzierte
| Disziplin    | Gold                               | Silber                                         | Bronze                                      |
| ------------ | ---------------------------------- | ---------------------------------------------- | ------------------------------------------- |
| Herreneinzel | Kevin Cordón                       | Lino Muñoz                                     | Fabio Caponio                               |
| Herreneinzel | Kevin Cordón                       | Lino Muñoz                                     | Jonathan Matias                             |
| Dameneinzel  | Jaqueline Lima                     | Haramara Gaitan                                | Fabiana Silva                               |
| Dameneinzel  | Jaqueline Lima                     | Haramara Gaitan                                | Nikte Sotomayor                             |
| Herrendoppel | Fabrício Farias Francielton Farias | Waleson Vinicios Evangeli Santos Matheus Voigt | Caio Coutinho Gustavo Pereira               |
| Herrendoppel | Fabrício Farias Francielton Farias | Waleson Vinicios Evangeli Santos Matheus Voigt | Vinicius Gori Enzo Sugiura                  |
| Damendoppel  | Jaqueline Lima Sâmia Lima          | Mariana Pedrol Freitas Bianca Oliveira Lima    | Jackeline Luz Paula Pereira                 |
| Damendoppel  | Jaqueline Lima Sâmia Lima          | Mariana Pedrol Freitas Bianca Oliveira Lima    | Jeisiane Alves Fabiana Silva                |
| Mixed        | Fabrício Farias Jaqueline Lima     | Francielton Farias Sâmia Lima                  | Mateus Carrijo Cutti Mariana Pedrol Freitas |
| Mixed        | Fabrício Farias Jaqueline Lima     | Francielton Farias Sâmia Lima                  | Matheus Voigt Bianca Oliveira Lima          |